# Ginegar
Ginegar (de l’ hébreu : גִּנֵּיגָר) est un kibboutz du nord d'Israël, situé près de Nazareth. Il relève de la juridiction du Conseil régional de la vallée de Jezreel. En 2021, le kibboutz comptait 666 habitants.

## Histoire

### Epoque ottomane
À l'époque ottomane, il existait sur le site qui accueille aujourd’hui le kibboutz un village arabe appelé Junjar, conservant probablement le nom de l'ancien village juif "Nigenar" ou "Neginegar" traditionnellement considéré comme le siège du rabbin Johanan ben Nuri. Le village est mentionné dans le defter pour l'année 1555-6, sous le nom de Junjar, il est situé dans la Nahiya de Tabariyya de la Liwa de Safad. Le village y est désigné comme relevant de l’espace territorial de Timar.
En 1882, l'Enquête sur la Palestine occidentale (SWP) du PEF décrivait Junjar comme un petit village en pisé, au pied des collines, disposant d’un puits. Une liste d’habitants datant d'environ 1887 indique que Junjar comptait environ 125 habitants, tous musulmans.
Gottlieb Schumacher, dans le cadre de l'enquête pour la construction du chemin de fer de la vallée de Jezreel, a noté en 1900 que Junjar s’était étendu (par rapport aux conclusions du SWP), et qu'il comptait alors 16 cabanes pour environ 70 habitants.

### Sous le mandat britannique

#### Jinjar (village arabe)
La zone a été acquise par la communauté juive dans le cadre de l' achat de Sursock. En 1921, 4 000 dounams de terres à Jinjar furent vendus à des groupes sionistes par la famille Sursock, des propriétaires absents au Liban. À l’époque, 25 familles y vivaient,.
Au moment du recensement de la Palestine de 1922, Jenjar comptait 175 habitants ; 13 juifs, 118 musulmans et 44 chrétiens (31 orthodoxes et 13 catholiques romains).

#### Le Kibboutz Ginegar

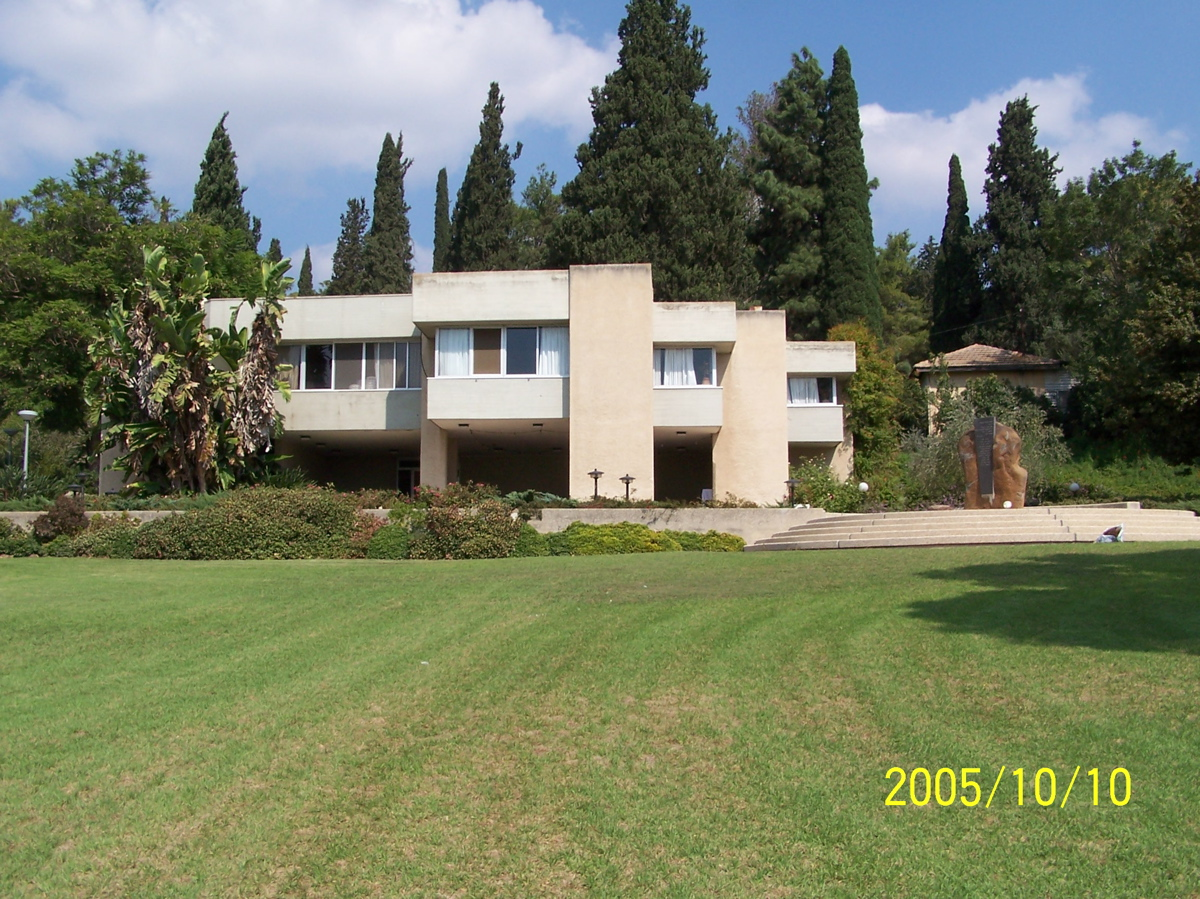
Salle culturelle du kibboutz Ginegar

Le kibboutz a été fondé en 1922 en Basse Galilée, à la veille de Roch Hachana. Le kibboutz doit son nom à l'ancien puits de Gingar, qui se trouve encore aujourd'hui sous le lavoir. Les fondateurs du kibboutz, qui travaillaient à l'époque dans les moshavim de la région, sont arrivés au cours de la deuxième et de la troisième Aliyah. Ils se sont unis en 1920 pour fonder Degania Gimel au sud de Degania Bet, sur un site qui relèverait plus tard du kibboutz Beit Zera. De là, ils ont dû déménager en raison du manque de terres, et sont donc arrivés à Ginegar, dont le nom est considéré comme une déformation de Nagnager, un village de Galilée cité dans le Talmud.
En 1928, le Fonds national juif recruta des membres de Ginegar pour planter les arbres de la forêt Balfour, son premier projet de reboisement.
Lors du recensement de 1931, le kibboutz comptait 109 habitants, tous juifs, répartis dans 17 maisons.

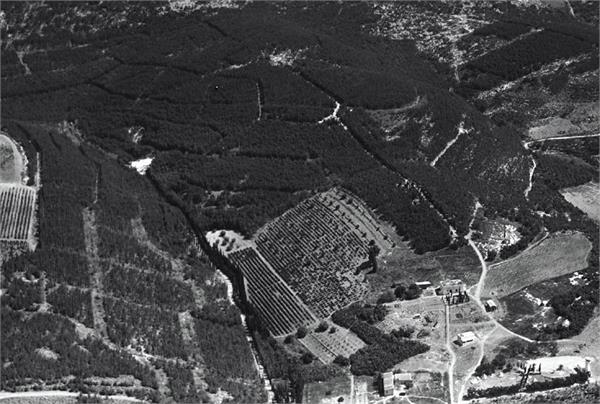
Ginegar 1939
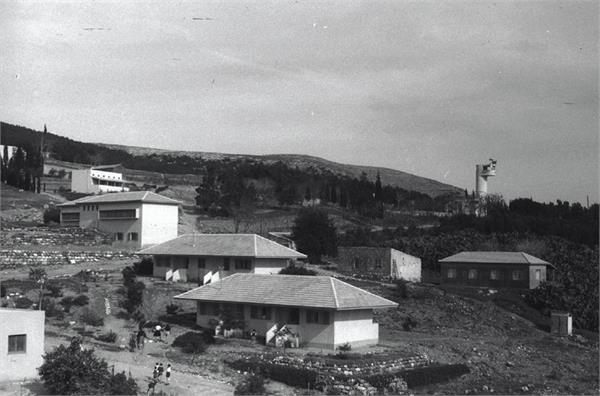
Ginegar 1942
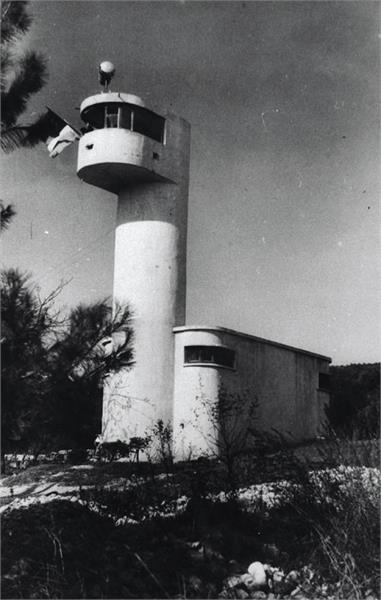
Tour de guet de Ginégar 1942

## Économie
Dans le kibboutz se trouve une grande usine de plastique, également appelée Ginegar. L'usine produit principalement des produits en plastique destinés à l'agriculture.
Ginegar a accepté des volontaires qui ont vécu et travaillé dans le kibboutz pendant de nombreuses années, mais le programme de volontariat a progressivement disparu.